# Riverside (Californië)
Riverside, gelegen in Riverside County, is een grote Amerikaanse suburb ten oosten van Los Angeles in Californië. In 2020 had de stad 315.015 inwoners. De stad wordt vaak gezien als deel van groot Los Angeles. Het is de grootste stad van het Inland Empire, een oostelijk deel van de metropolitane regio van Los Angeles. De stad kenmerkt zich vooral door de computerindustrie.
In Riverside bevindt zich het om zijn architectuur beroemde Mission Inn-hotel, het Riverside National Cemetery en de Universiteit van Californië - Riverside.

## Demografie
Van de bevolking is 9 % ouder dan 65 jaar en bestaat voor 21,5 % uit eenpersoonshuishoudens. De werkloosheid bedraagt 5,4 % (cijfers volkstelling 2000).
Ongeveer 38,1 % van de bevolking van Riverside bestaat uit hispanics en latino's, 7,4 % is van Afrikaanse oorsprong en 5,7 % van Aziatische oorsprong.
Het aantal inwoners steeg van 226.582 in 1990 naar 255.166 in 2000.

## Klimaat
In januari is de gemiddelde temperatuur 12,2 °C, in juli is dat 25,5 °C. Jaarlijks valt er gemiddeld 243,3 mm neerslag (gegevens op basis van de meetperiode 1961-1990).

## Stedenbanden
- Sendai (Japan)

## Plaatsen in de nabije omgeving
De onderstaande figuur toont nabijgelegen plaatsen in een straal van 16 km rond Riverside.

## Geboren
- Reggie Miller (1965), basketballer
- Tyree Washington (1974), sprinter en meervoudig wereldkampioen
- Amy Lee (1981), zangeres
- David Johnson (1984), voetballer
- Scotty Leavenworth (1990), acteur
- Jaylen Clark  (2001), basketballer
- Sean Ryan Fox (2001), kinderacteur